# Bonaventura Hödl
Bonaventura Hödl (vollständig Bonaventura Constantin Hödl; * 1776 in St. Gallen; † 10. September 1848 in Graz) war ein in Graz tätiger Jurist und Unternehmer. Zeitüberdauernde Bedeutung erlangte er vor allem durch seine gestalterischen Maßnahmen am Grazer Schloßberg.

## Biographie

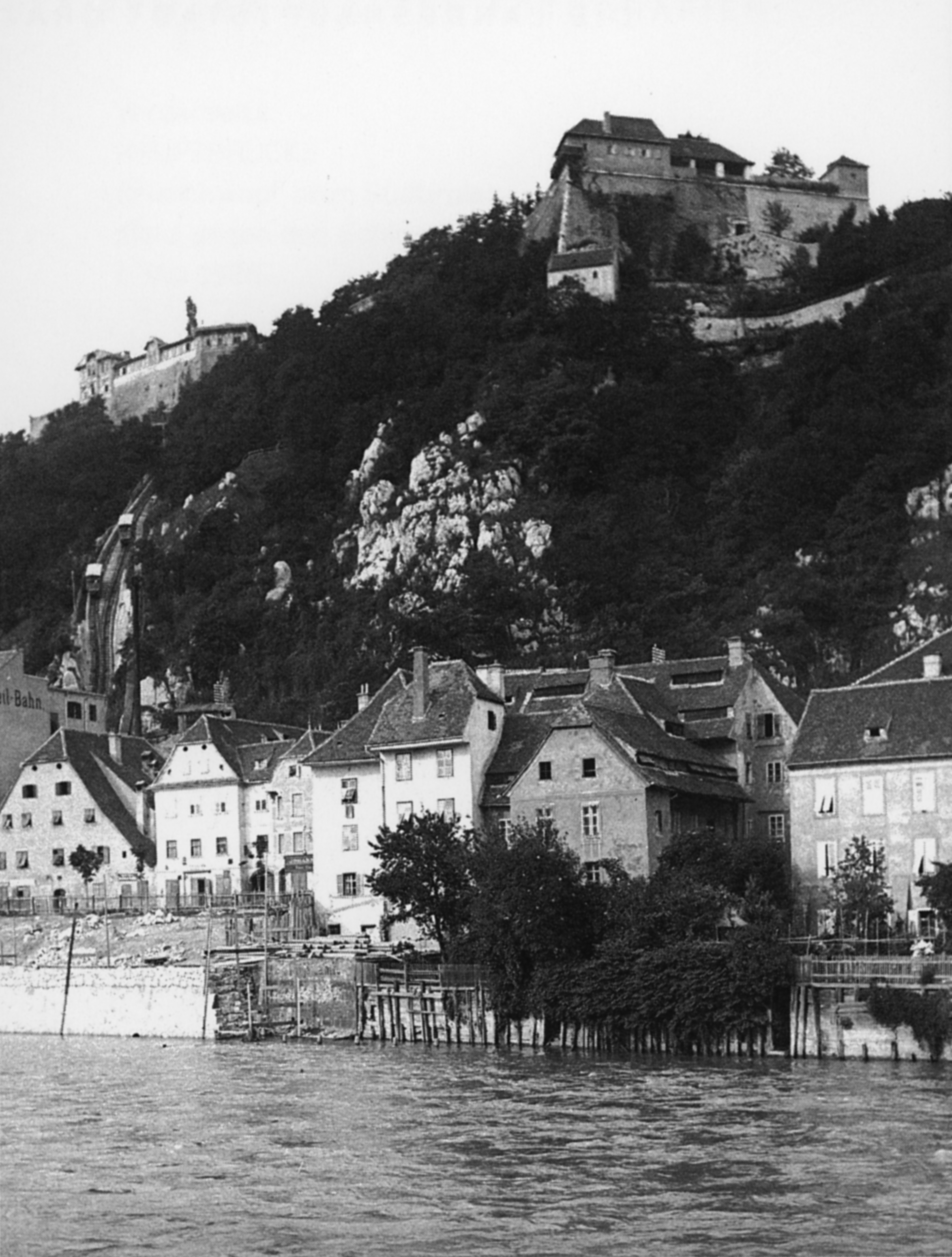
Blick auf Hödls ehemalige Anlagen unterhalb der Stallbastei 1898 …
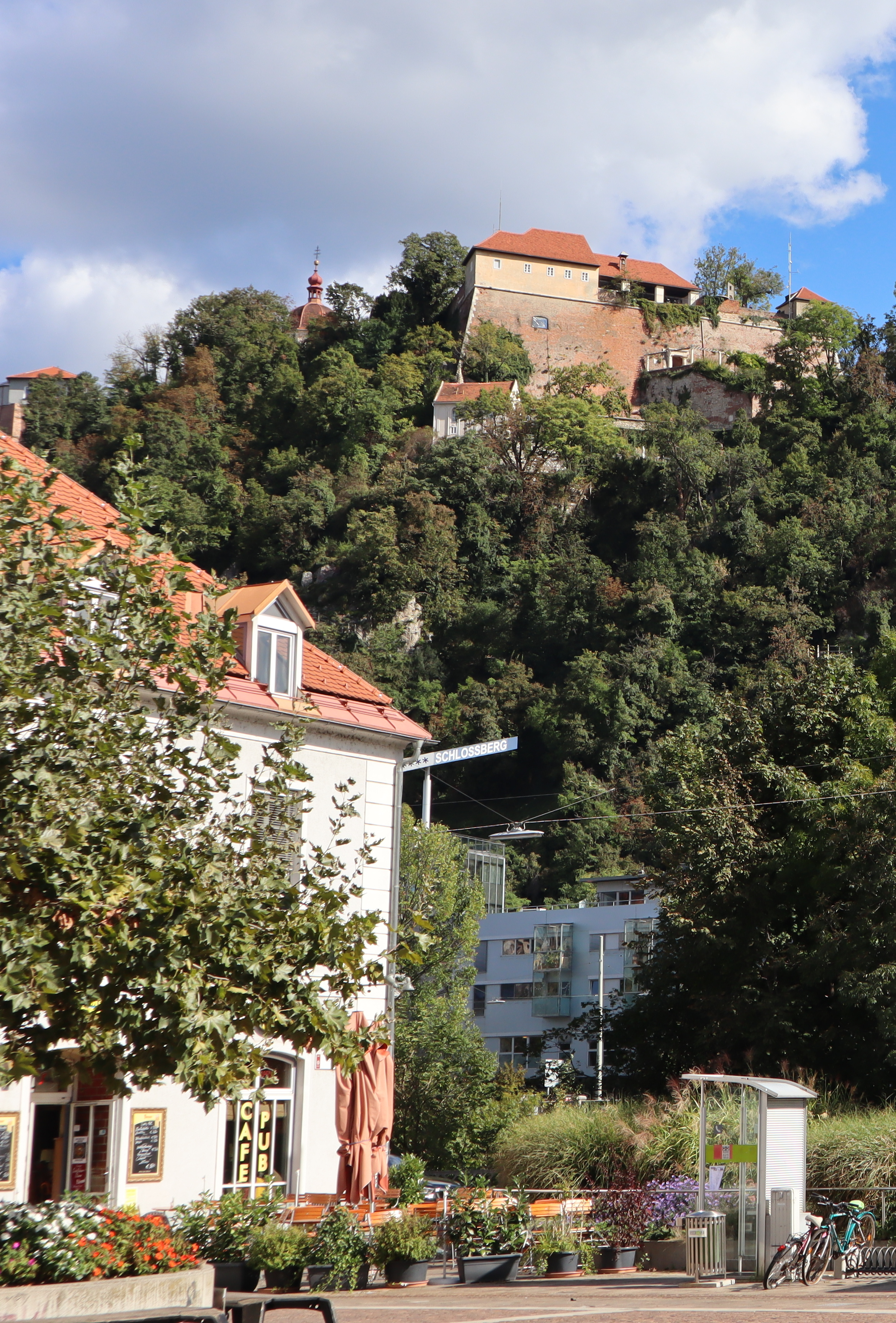
… und 2018. Auffällig der zunehmende Bewuchs – Hödl hatte 1818 ein kahles Trümmerfeld erstanden.

Über Bonaventura Hödls Jugend, Ausbildung, die Anfänge seiner juristischen Karriere, und darüber, was ihn in die steirische Landeshauptstadt führte, ist nichts bekannt. Zumindest war er schon vor 1820 in Graz als Advokat tätig. Die Epoche der Napoleonischen Kriege war für die Stadt turbulent verlaufen – während des Fünften Koalitionskrieges war die Burg am Grazer Schloßberg erfolglos von den Truppen Napoleon Bonapartes belagert worden. Dennoch musste die Festung letztlich aufgrund der Bedingungen des Friedens von Schönbrunn kampflos an die französische Armee übergeben werden, welche sie 1809 schleifte. Somit entstand ein Trümmerfeld im Herzen der Stadt.
Um 1820 wurden Teilbereiche der Anlage von den Landständen, in deren Eigentum die Ruine sich seit 1818 befand, parzelliert und mit der Bedingung, sie von Schutt zu befreien und zu kultivieren, an Privatpersonen verkauft. Bei dieser Gelegenheit erwarb der wohlhabende und als unternehmungslustig bekannte Hödl einige Parzellen südwestlich der sogenannten Stallbastei. Er ließ den Schutt entfernen und legte einen Weingarten mit mehreren tausend Rebstöcken an. Auf den Fundamenten des zerstörten Pulverturmes errichtete er ein „Winzerhaus“ in neogotischem Stil. Neben dem Weinbau versuchte Hödl auch den Anbau von Mais, Weizen, Kartoffeln und Kürbissen, vorrangig für den Eigenbedarf seines Personals. Auch zwei Kühe, die in den Kasematten der Bastei untergebracht waren, konnten mit Grünfutter von seinen Grundstücken versorgt werden. Bald bezog Hödl weitere Bereiche in seine Revitalisierungspläne mit ein: Er gestaltete ein gotisches Tor am Fuß der Stallbastei im (nach zeitgenössischer Meinung) „ägyptischen“ Stil um (vgl. Neuägyptischer Stil), an der Bastei selbst ließ er eine riesige Sonnenuhr mit einem Fresko des Gottes Saturn anbringen. Er legte Laubengänge an den Wegen im Umfeld des Winzerhäuschens an und bepflanzte große Flächen des vormals aus militärischen Gründen kahlen Berges mit heimischen und exotischen Bäumen. Von 1835 bis 1837 ließ den Schutt aus dem 94 Meter tiefen, sogenannten Türkenbrunnen nahe seinem Winzerhäuschen entfernen. Die Kosten von 6500 Gulden trug er weitgehend selbst, 1000 Gulden wurden durch eine Sammlung unter der Stadtbevölkerung aufgebracht. Letztlich überstiegen diese Maßnahmen jedoch Hödls finanzielle Kapazitäten, sodass er seine Besitzungen 1839 an die Landstände zurückverkaufen musste.
Neben dem Juristenberuf und seinen Aktivitäten am Schlossberg betätigte Bonaventura Hödl sich auch als Unternehmer. Er erwarb eine ehemals eggenbergische Villa im Bereich der heutigen Alten Poststraße und richtete dort eine Ziegelei ein. Der Betrieb war innovativ, 1823 unternahm Hödl erstmals den Versuch, Ziegel mit dem damals noch kaum genutzten Brennstoff Braunkohle zu brennen. Außerdem entwickelte er einen eisenhältigen Überzug für Ziegel. Neben einfachem Baumaterial stellte Hödls „Lehmproductenfabrik“ auch hochwertigere Erzeugnisse her. Das Dach an der Hauptfront des Grazer Landhauses wurde mit farbig glasierten Ziegeln aus seiner Produktion gedeckt, außerdem produzierte das Unternehmen hochwertige Skulpturen und Reliefs aus Terrakotta. Mit seinen künstlerischen Ambitionen und den aufwändigen Arbeiten am Schlossberg hatte Hödl sich jedoch finanziell übernommen. Nach einem vergeblichen Hilfegesuch an das Gubernium musste das Unternehmen 1825 Konkurs anmelden. Bonaventura Hödl war verheiratet, seine Gattin Caroline führte den Ziegeleibetrieb nach 1825 unter ihrem Namen fort. Er musste jedoch 1835 zur Tilgung von Schulden versteigert werden. Caroline Hödl überlebte ihren 1848 verarmt verstorbenen Gatten deutlich, sie verstarb am 29. April 1864 mit 74 Jahren an Altersschwäche. Ihr Lebensende hatte sie geistig umnachtet in einem städtischen Siechenhaus zugebracht.

### Nachwirken

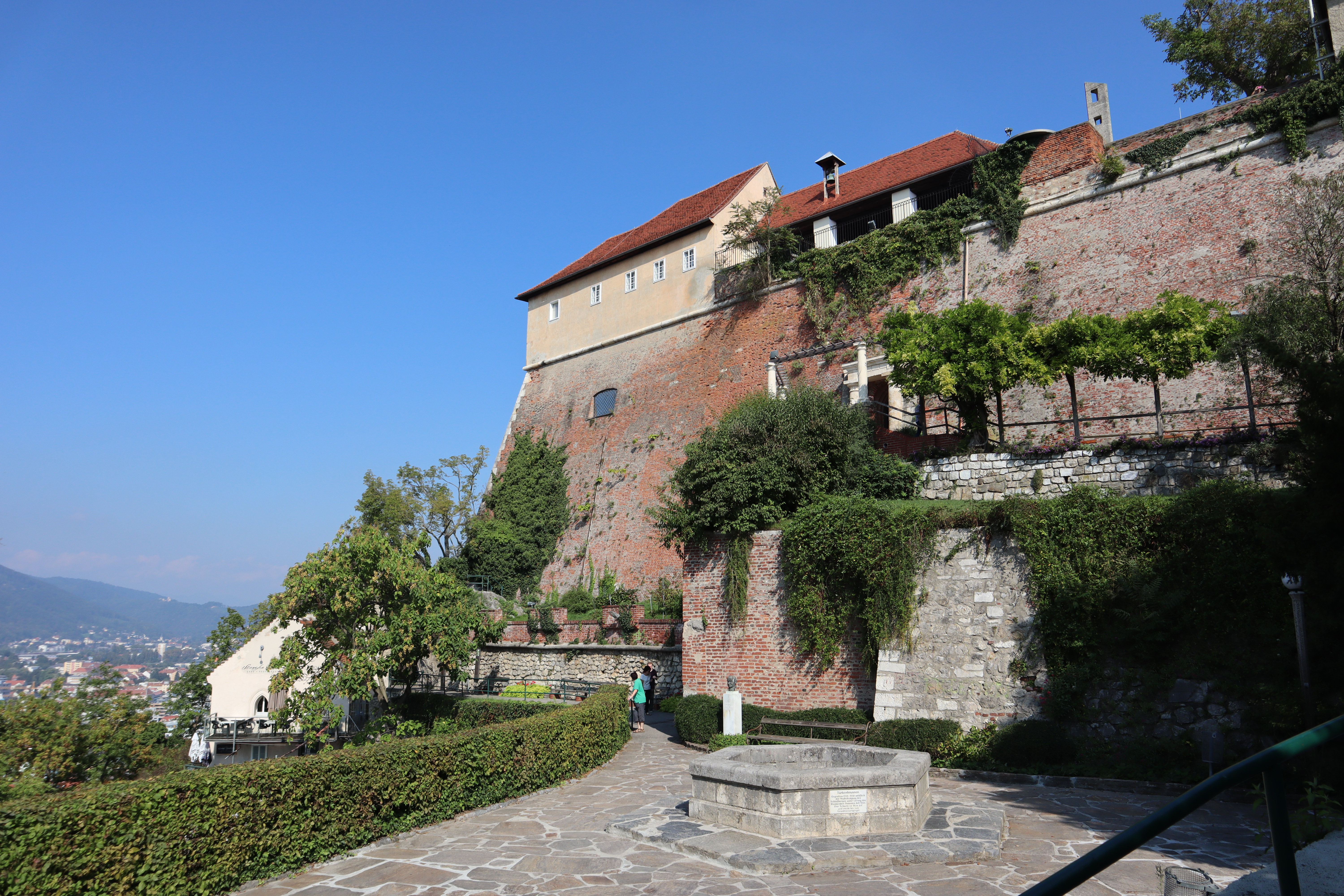
Die Stallbastei mit Hödls Winzerhaus (links), dem „Türkenbrunnen“ und dem ägyptischen Tor.

Wie das Protokoll über den Rückkauf des Grundes durch die Stände vom 26. Juli 1839 festhält, hatte Bonaventura Hödl im Verlauf von 19 Jahren ein Areal, das weitgehend aus blankem Fels und Bauschutt bestanden hatte, in eine blühende Kulturlandschaft verwandelt. Seine zuletzt rund 8000 Weinstöcke brachten einen jährlichen Ertrag von 525 Litern. Bonaventura Hödls Winzerhaus existiert noch. Es wird heute gastronomisch genutzt und ist, seit der Dresdner Hofschauspieler Gustav Starcke (1848–1921) dort auf Einladung der Stadt Graz regelmäßig seine Sommerferien verbrachte, als Starcke-Häuschen bekannt. Auch Hödls Ägyptisches Portal an der Stallbastei existiert noch. Der Weinanbau am Schlossberg wurde bis 1877 weiterbetrieben. Durch seine Begrünung des Berges gab Hödl einen entscheidenden Anstoß dazu, diesen in jenen Park zu verwandeln, als der er sich heute präsentiert. Drei Terrakottareliefs aus Hödls Produktion sind an der zwischen 1820 und 1825 umgestalteten Fassade des Reinerhofes eingemauert, sie zeigen personifizierte Jahreszeiten. In der Nähe des Standorts seiner Ziegelfabrik ist seit 1956 eine Straße (der Hödlweg) nach ihm benannt.